# خلف السلامه
خلف السلامه (عربی: خلف سلامة المطيري؛ زادهٔ ۲۵ ژوئیهٔ ۱۹۷۹) بازیکن فوتبال اهل کویت بود.
از باشگاه‌هایی که در آن بازی کرده‌است می‌توان به باشگاه ورزشی السالمیه کویت و باشگاه ورزشی القادسیه کویت اشاره کرد.
وی همچنین در تیم ملی فوتبال کویت بازی کرده‌است.